# Пак Чхан Ук
Пак Чхан Ук  (кор. 박찬욱?, 朴贊郁?; род. 23 августа 1963, Сеул, Южная Корея) — южнокорейский кинорежиссёр, сценарист, кинопродюсер и бывший кинокритик. Неоднократный лауреат как корейских, так и международных кинонаград, в числе которых Гран-при («Олдбой»), Приз жюри («Жажда») и Приз за лучшую режиссуру («Решение уйти») Каннского кинофестиваля, «Малый Золотой лев» Венецианского кинофестиваля («Сочувствие госпоже Месть»), «Золотой медведь» Берлинского кинофестиваля за лучший короткометражный фильм («Ночная рыбалка»).

## Ранние годы
Пак Чхан Ук хотел стать художественным критиком и по этой причине пытался поступить в Сеульский университет на факультет эстетики. В конечном счёте, он попал в частный католический университет Соган на философский факультет. За четыре года Паку предложили только один курс по эстетике, и он не мог основательно изучить предмет, ради которого поступил в университет. После периода блужданий Пак стал членом фото-клуба и серьёзно увлёкся фотографией.
Будучи студентом, получает свой первый кинематографический шок: он увидел картину Альфреда Хичкока «Головокружение», которая и зародила в нём желание стать кинорежиссёром. Кроме Хичкока, большое влияние на Пака оказали такие люди, как Софокл, Шекспир, Кафка, Достоевский, Бальзак, Золя, Стендаль, Остин, Филип К. Дик, Желязны и Воннегут. В университете он создаёт клуб кинолюбителей под названием «Club Movie Gang», а окончив учёбу и получив степень по философии, задаётся целью снимать фильмы, которые были бы лучше, чем большинство, производившихся тогда в Корее.

## Начало карьеры
С 1988 года Пак Чхан Ук входит в мир киноиндустрии, начав с самой нижней ступени. Он становится ассистентом режиссёра, работает в компании, осуществляющей импорт зарубежных фильмов, занимается переводами, распространяет рекламный материал по кинотеатрам — всё для того, чтобы скопить деньги на свой первый полнометражный фильм. В 1992 году Паку всё-таки удаётся поставить малобюджетный фильм под названием «Луна — мечта солнца», в котором был показал мир преступности, проституции и моды. Фильм не снискал успеха в прокате.
Прошло пять лет, прежде чем молодой режиссёр решился на второй фильм. А пока он работает кинокритиком и в 1994 году пишет эссе «Скромное очарование просмотра фильма» и в том же году появляется в фильме Ли Хуна «Тушь для ресниц». Он продолжает писать статьи для журналов, работает ведущим на радио- и телепрограммах, комментирует фильмы других режиссёров. В 1997 Пак Чхан Ук получает возможность снять свой второй фильм — криминальную комедию «Трио» о злоключениях группы маргиналов, которые хотят любой ценой раздобыть деньги, при этом иметь как можно меньше проблем с полицией и гангстерами. Сборы были опять скудными, несмотря на большее количество зрителей, чем на предыдущем фильме, и Пак Чхан Ук начинает сомневаться, сможет ли он поставить свой следующий фильм. В течение нескольких месяцев он обходит множество продюсеров, предлагая им необычный детектив «Сочувствие господину Месть», но все отказываются финансировать этот проект.
После двух лет кинематографического бездействия Пак Чхан Ук снимает свой первый короткометражный фильм «Суд» в основу которого легли реальные события. Фильм был отобран на Международный кинофестиваль короткометражных фильмов в Клермон-Ферране. Однако именно третий фильм Пака — «Объединённая зона безопасности» (2000) — принёс режиссёру наибольшую известность, возведя его в ранг самых популярных режиссёров Кореи. Фильм получил почти все премии корейской кинематографии, включая «Голубой дракон» за «Лучший фильм» и «Лучшую режиссёрскую работу».
В 2000—2001 годах Пак Чхан Ук пишет сценарии для фильмов «Анархисты» и «Гуманист», а в 2001 году совместно с другими режиссёрами организовывает продюсерскую фирму «EGG Film», которая заключает с режиссёрами долгосрочные контракты (минимум на шесть лет), предоставляя им полную свободу действий. Первым осуществленным проектом «EGG» стала комедия 2002 года — «Необычный любовный треугольник» режиссёра Ли Му Ёна, сценарий к которому он писал вместе с Пак Чхан Уком.

## «Трилогия о мести» и дальнейшая карьера

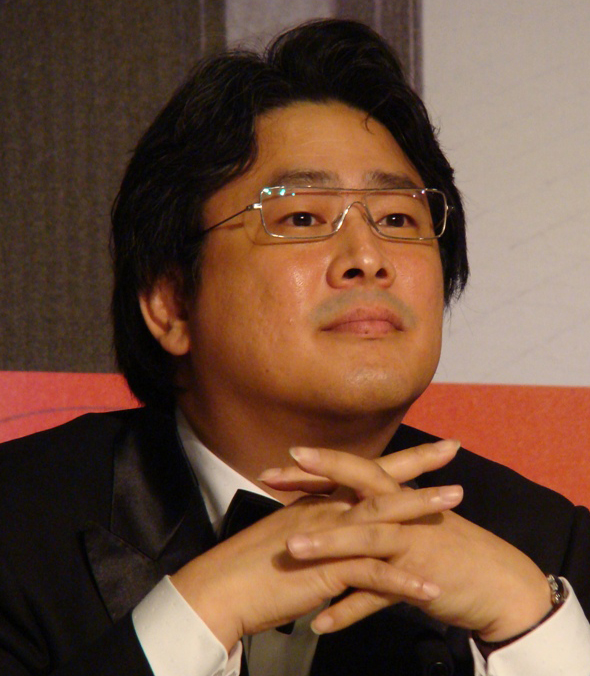
Чхан Ук на Каннском кинофестивале 2009 года

В 2002 году также выходит четвёртый фильмы Пака — «Сочувствие господину Месть», который он мечтал поставить уже пять лет, а сделать ему это позволил огромный успех фильма «Объединённая зона безопасности». «Сочувствие господину Месть» — это история об одном неудачном похищении, которое влечёт за собой необратимые последствия. Сценарий к этому фильму Пак написал за 20 часов непрерывной работы. Фильм получил благоприятные отзывы на фестивалях, две награды «Korean Film Awards» и две награды «Pusan Film Critics Awards».
В 2003 году Пак ставит фильм «N.E.P.A.L.» — одну из частей фильма «Если бы вы были мной» и в этом же году при содействии «EGG Film» триллер «Олдбой» — по мотивам манги Цутии Гароны и Минегиси Нобуаки. Мангу Паку посоветовал прочесть режиссёр фильма «Воспоминания об убийстве» Пон Чжун Хо, а через некоторое время продюсер предложил ему поставить фильм. На 57-м Каннском кинофестивале картине не хватило всего нескольких голосов до главного приза — «Золотой пальмовой ветви», и в итоге фильм получил Гран-при и массу комплиментов от председателя жюри Квентина Тарантино.
В 2004 году Пак совместно с другими режиссёрами снимает фильм «Три… экстрима», а в 2005 — заключительную часть его «трилогии о мести» — «Сочувствие госпоже Месть» (с кор. «Добросердечная госпожа Кым Чжа»). На Венецианском кинофестивале Пак получил «Серебряного льва» за режиссуру, а фильм — премию «CinemAvvenire».
В феврале 2011 года Пак Чхан Ук с аншлагом представил на Берлинском кинофестивале снятую совместно с родным братом, медиахудожником Паком Чхан Кьоном, короткометражную киноленту «Ночная рыбалка» («Жизнь, полная взлетов и падений»). Особенностью фильма, бюджет которого составил 140 тысяч долларов, является то, что он полностью снят на iPhone 4.

## Семья
Со своей женой Пак Чхан Ук познакомился в 80-х годах в студенческом клубе «Банда кинолюбителей». От брака есть дочь (1994 г. р.).

## Фильмография

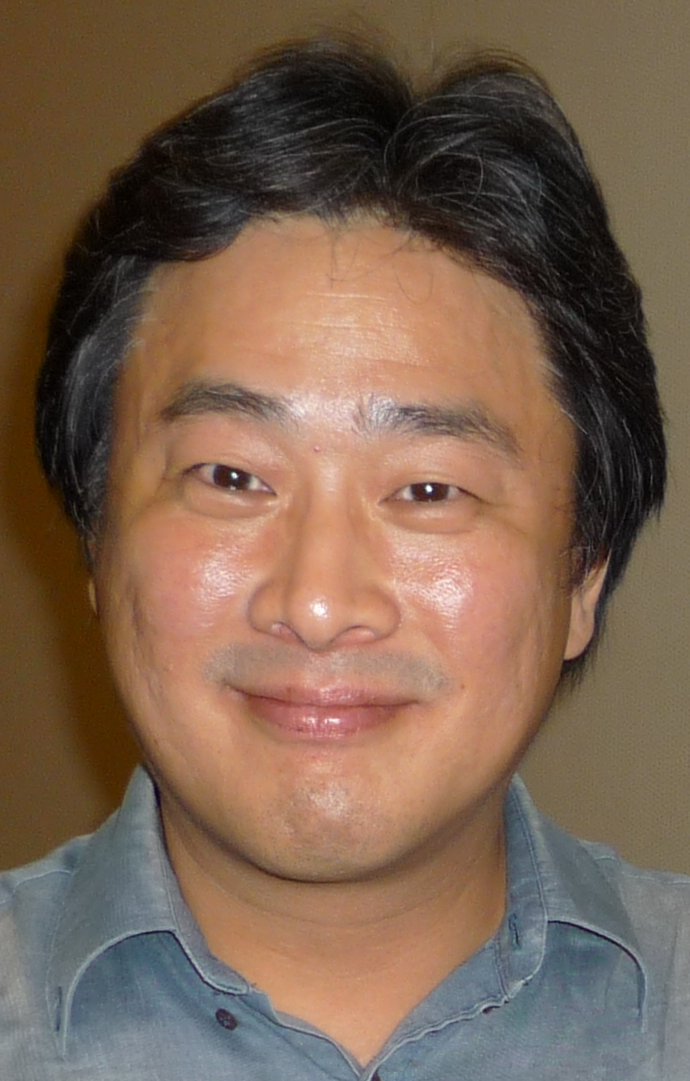
Пак Чхан Ук на фестивале Комик-кон в Сан-Диего в 2009 году

| Год  | Фильм                                                          | Статус   | Статус    | Статус   |
| Год  | Фильм                                                          | режиссёр | сценарист | продюсер |
| ---- | -------------------------------------------------------------- | -------- | --------- | -------- |
| 1992 | Луна — мечта солнца                                            | Да       | Да        |          |
| 1997 | Трио                                                           | Да       | Да        |          |
| 1999 | Суд (к/м)                                                      | Да       | Да        |          |
| 2000 | Анархисты                                                      |          | Да        |          |
| 2000 | Объединённая зона безопасности                                 | Да       | Да        |          |
| 2001 | Гуманист                                                       |          | Да        |          |
| 2002 | Сочувствие господину Месть                                     | Да       | Да        |          |
| 2002 | Необычный любовный треугольник                                 |          | Да        |          |
| 2003 | Если бы вы были мной (Никогда не заканчивающиеся мир и любовь) | Да       | Да        |          |
| 2003 | Олдбой                                                         | Да       | Да        |          |
| 2004 | Три… экстрима (Снято!)                                         | Да       | Да        |          |
| 2005 | Сочувствие госпоже Месть                                       | Да       | Да        |          |
| 2005 | Мальчик на небесах                                             |          | Да        |          |
| 2006 | Я — киборг, но это нормально                                   | Да       | Да        | Да       |
| 2008 | Мисс Морковка                                                  |          | Да        | Да       |
| 2009 | Жажда                                                          | Да       | Да        | Да       |
| 2011 | Ночная рыбалка (к/м)                                           | Да       | Да        | Да       |
| 2011 | 60 секунд одиночества в нулевом году (к/м)                     | Да       | Да        |          |
| 2012 | Однодневная поездка (к/м)                                      | Да       | Да        | Да       |
| 2012 | Порочные игры                                                  | Да       |           |          |
| 2013 | Сквозь снег                                                    |          |           | Да       |
| 2016 | Служанка                                                       | Да       | Да        | Да       |
| 2016 | Секрета нет                                                    |          | Да        |          |
| 2018 | Маленькая барабанщица (мини-сериал)                            | Да       |           |          |
| 2022 | Жизнь — это всего лишь сон (к/м)                               | Да       | Да        |          |
| 2022 | Решение уйти                                                   | Да       | Да        | Да       |
| 2024 | Сочувствующий (мини-сериал)                                    | Да       |           |          |
| 2024 | Война и восстание                                              |          | Да        | Да       |
| 2025 | Метод исключения                                               | Да       | Да        | Да       |

### Актёр
- 1994 — Тушь для ресниц / Mascara (реж. Ли Хун)

## Награды
- 1999 — «Суд» (короткометражный) — Международный кинофестиваль короткометражных фильмов в Клермон-Ферране
- 2000 — «Объединённая зона безопасности» — Международный кинофестиваль в Берлине 2001 — конкурсная программа
- 2002 — «Сочувствие господину Месть» — Международный кинофестиваль в Берлине 2003 — программа «Форум молодого кино»
- 2003 — «Олдбой» — Международный кинофестиваль в Канне 2004 — конкурсная программа
- 2004 — Орден «За заслуги в культуре» 3 класса (Республика Корея)
- 2022 — «Решение уйти» — Приз за лучшую режиссуру на Каннском кинофестивале
- 2022 — Орден «За заслуги в культуре» 2 класса (Республика Корея)[8]